# Handfahrzeug
Handfahrzeuge sind nicht selbstfahrende Landfahrzeuge, die durch die direkte Einwirkung der Körperkraft des Benutzers bewegt werden.
Dazu zählen Handwagen mit oder ohne Deichsel (mit Deichsel zum Beispiel Bollerwagen, auch in Leiterwagen-Ausführung, ohne Deichsel zum Beispiel Marktchaisen, Kinderwagen, Puppenwagen, Kofferkulis oder Einkaufswagen), Handkarren (zum Beispiel Schottsche Karren, Schubkarren, Sackkarren oder Carretti a mano). Handschlitten werden ebenfalls als Handfahrzeuge klassifiziert. Die konstruktiven Anforderungen an Handfahrzeuge ist in der DIN 4902:1972-11 festgelegt.

## Handfahrzeuge im öffentlichen Straßenverkehr

### Deutschland
Nach § 25 Absatz 2 der deutschen StVO sind Verkehrsteilnehmer, die zu Fuß unterwegs sind, Fußgänger, auch wenn sie ein Fahrzeug mit sich führen; sie müssen allerdings die Straße benutzen, wenn bei vorhandenem Gehweg dort andere Fußgänger „erheblich behindert“ würden; sie müssen dann den rechten Fahrbahnrand benutzen und dürfen sich zum Linksabbiegen nicht links auf der Fahrbahn einordnen. Handwagen benötigen nach § 65 Absatz 1 keine Bremsvorrichtung.
Gemäß § 17 Absatz 5 muss ein Fußgänger, der Handfahrzeuge oder einachsige Zug- oder Arbeitsmaschinen an Holmen im öffentlichen Straßenverkehr mitführt, während der Dämmerung, bei Dunkelheit oder wenn die Sichtverhältnisse es sonst erfordern, mindestens eine nach vorn und hinten gut sichtbare, nicht blendende Leuchte mit weißem Licht auf der linken Seite anbringen oder tragen. Gemäß § 17 Absatz 4 Satz 4 der StVO dürfen Fahrzeuge, die ohne Schwierigkeiten von der Fahrbahn entfernt werden können – wozu explizit auch Handfahrzeuge gezählt werden – bei Dunkelheit dort nicht unbeleuchtet stehen gelassen werden. Die zuvor genannten Regelungen finden jedoch gemäß § 24 Absatz 1 dieser StVO keine Anwendung auf Kinderwagen und ähnliche nicht motorbetriebene Fortbewegungsmittel; für den Verkehr mit diesen Fortbewegungsmitteln gelten die Vorschriften für den Fußgängerverkehr (insbesondere § 25 StVO) entsprechend.

### Österreich
Die Anforderungen an Handfahrzeuge und das Bewegen von Handfahrzeugen sind in Abschnitt 7, § 70 ff. der österreichischen Straßenverkehrsordnung (RIS) festgelegt. Danach dürfen gemäß $70 hochbeladene Handfahrzeuge nicht geschoben werden und auf abschüssigen Straßen nicht aufsitzend gelenkt werden. § 73 regelt, dass bei Handwagen, Handkarren und Handschlitten eine Lampe, die nach vorne weiß und nach hinten rot leuchtet, entweder angebracht ist, oder, wenn dies weder bei Fahrzeug noch Ladung nicht möglich ist, sie hinter dem Fahrzeug gut sichtbar zu tragen ist.